# Trębacz skryty
Trębacz skryty (Micrastur mintoni) – gatunek średniej wielkości ptaka z rodziny sokołowatych (Falconidae), zamieszkujący Amerykę Południową. Jest bliski zagrożenia wyginięciem.
SystematykaGatunek monotypowy (nie wyróżnia się podgatunków). Został opisany jako osobny gatunek dopiero w 2003 roku przez Andrew Whittakera na łamach czasopisma „The Wilson Bulletin”; wcześniej osobniki tego gatunku (w tym również kilka okazów muzealnych) uznawano za przedstawicieli M. gilvicollis (trębacz popielaty) i prawdopodobnie także blisko z nim spokrewnionych gatunków M. ruficollis (trębacz prążkowany) i M. plumbeus (trębacz szarogardły). Od wymienionych gatunków różni się głosem i drobnymi różnicami morfologicznymi.
MorfologiaDługość ciała: 30–35 cm. Masa ciała: samce 171–238 g, samice 170–264 g.
Zasięg występowania i środowiskoWystępuje głównie w Amazonii – od północno-wschodniej Brazylii po północno-wschodnią Boliwię; osobna populacja w atlantyckim lesie deszczowym we wschodniej Brazylii (stany Bahia i Espírito Santo). Jego naturalnym środowiskiem są subtropikalne i tropikalne wilgotne lasy nizinne.
StatusMiędzynarodowa Unia Ochrony Przyrody (IUCN) od 2024 roku uznaje trębacza skrytego za gatunek bliski zagrożenia (NT, Near Threatened); wcześniej – od 2006 roku, kiedy to po raz pierwszy został sklasyfikowany – miał status gatunku najmniejszej troski (LC, Least Concern). Liczebność populacji szacuje się na 1–2,5 miliona dorosłych osobników. Trend liczebności populacji uznaje się za umiarkowanie spadkowy ze względu na wylesianie oraz degradację i fragmentację jego siedlisk.